# 袁俊 (材料科学家)
袁俊，清华大学、约克大学物理系教授，纳米科学与电子显微分析专家。曾在卡文迪许实验室（剑桥大学的物理系）进行研究工作，中华人民共和国教育部第三批“长江学者”特聘教授。曾获得剑桥大学罗宾生学院院士、剑桥大学罗宾生学院核电研究员奖等多项奖励。